# El-Ahmar ben Mansour
El-Ahmar ben Mansour, aussi orthographié Lahmar ben Mançour, (en arabe : الأحمر بن منصور) est un leader anti-colonial marocain ayant participé aux batailles de la guerre de la Chaouia.

## Biographie

### Début de vie
El-Ahmar fait partie d'une famille puissante de la Chaouia, il naît en 1870 dans le territoire de la tribu Ahlaf, des Mdakra, issue des Banu Maaqil, tribu à laquelle il appartient et dont sa famille est l'une des plus influentes. Son père, al-Hajj Mansour, lui donnera le nom d'El Ahmar ben Mansour (littéralement "le Rouge fils du Victorieux"), dû à sa couleur de peau assez foncée, voire "rouge". Sa lignée descend de Mohammed al-Ahmar ben Mansour ben al-Hajj Bashir.

### Chef de guerre contre la France
Les Mdakra participeront à toutes les résistances contre les Français dans la Chaouïa, El-Ahmar, étant caïd de ces derniers, va alors lancer un mouvement contre les Français en 1907, accompagné de plusieurs autres caïds. Les contingents des Mdakra vont se diviser en 4 selon les tribus; les Ahlaf, les Ouled Ali, les Ouled Sebbah et les Melilla, El-Ahmar ben Mansour étant le plus influent d'entre eux. El-Ahmar et ses troupes vont se rallier aux troupes de Moulay Abd al-Hafidh, avec lui se trouvent plusieurs autres caïds, comme le caïd Msouber az-Zemrani, de la tribu des Zemrane, qui va appeler fortement au djihad et que la mort dans ce sentier amène au paradis. Les Français essaieront de rallier El-Ahmar à leur cause et lui donner des titres avantageux, ce dernier refusera systématiquement, citant combattre l’assujettissement de ses compatriotes par la France.
El-Ahmar participera à plusieurs batailles, dont la première bataille de Settat, les combats du 11 septembre 1907, contre le Général Drude, qui verra une des premières apparitions d'El-Ahmar ou la victoire des tribus chaouis, la bataille de Fakhakha. Suite aux multiples batailles livrées, les Français et Abd al-Hafidh, voulant arrêter les effusions de sang, décidèrent alors de renvoyer les multiples leaders jihadistes à Fès. En 1912, apprenant la signature du traité de Fès et le début du protectorat, El-Ahmar quitte Fès et décide de rejoindre les mouvements de résistance au Moyen Atlas, où il donnera main forte à Moha Ou Hammou Zayani et aux Zayanes dans leur résistance, avant de partir, blessé de partout, reprendre les études de la religion. Un épisode cite aussi un moment où il demandera à Abd al-Krim al-Khattabi de s'installer dans le Rif ; il participera également à la bataille d'Anoual. 

### Mort
Après une vie guerrière acharnée contre la France, le Sultan rouge finira par s'établir à Nazalat al-Ahmar, où il consacrera ses efforts à protéger les habitants des incursions des colons français. En 1928, il succombera tragiquement, frappé par plus de sept balles.

### Articles Connexes
- Hajj Hammou
- Campagne de la Chaouia
- Campagne du Maroc